# واترویل (آیووا)
واترویل (به انگلیسی: Waterville) شهری در ایالت آیووا کشور ایالات متحده آمریکا است که جمعیت آن در سرشماری سال ۲۰۱۰ میلادی، ۱۴۴ نفر بوده‌است.